# Daniel Nieto
Daniel Nieto Vela (ur. 4 maja 1991 w Calvià) – hiszpański piłkarz występujący na pozycji napastnika w Numancii.